# Monomorium shuckardi
Monomorium shuckardi är en myrart som beskrevs av Auguste-Henri Forel 1895. Monomorium shuckardi ingår i släktet Monomorium och familjen myror. Inga underarter finns listade i Catalogue of Life.

## Bildgalleri

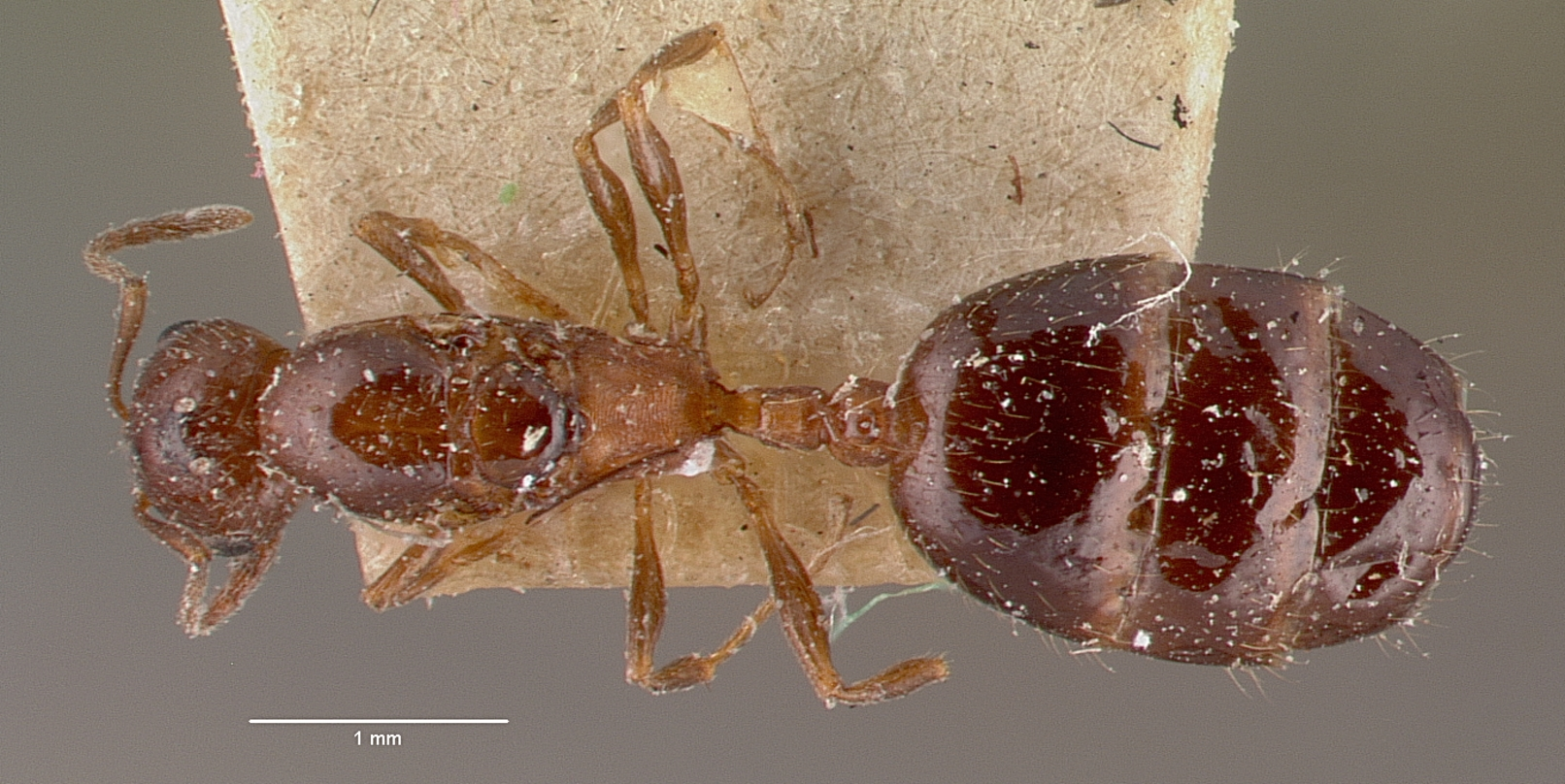
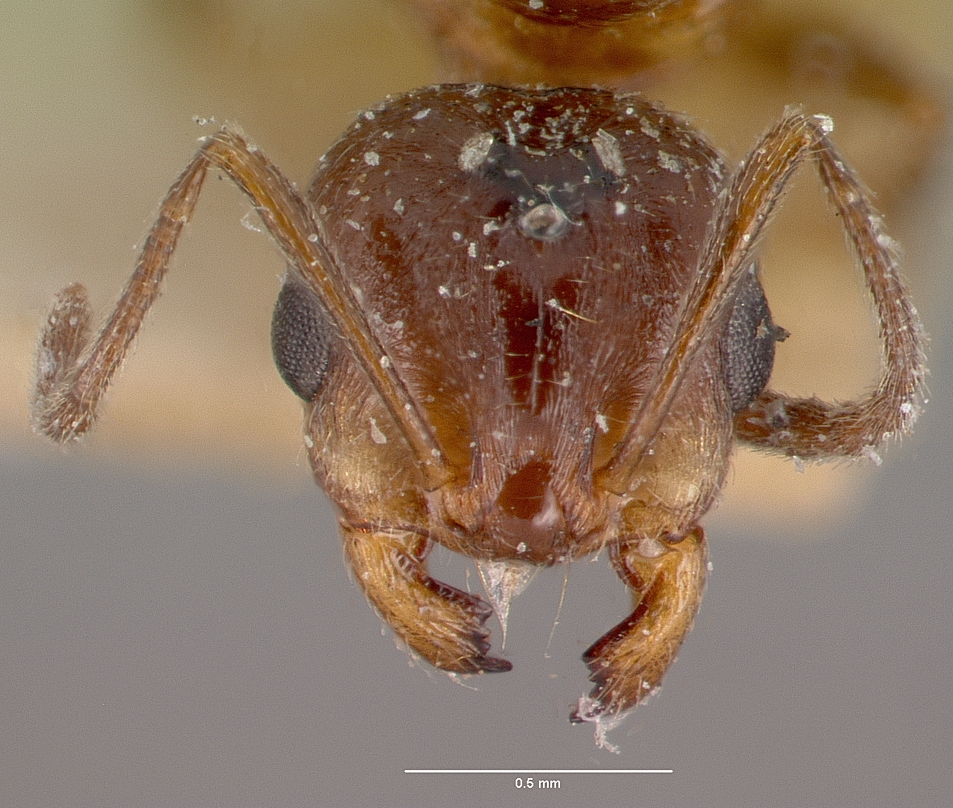
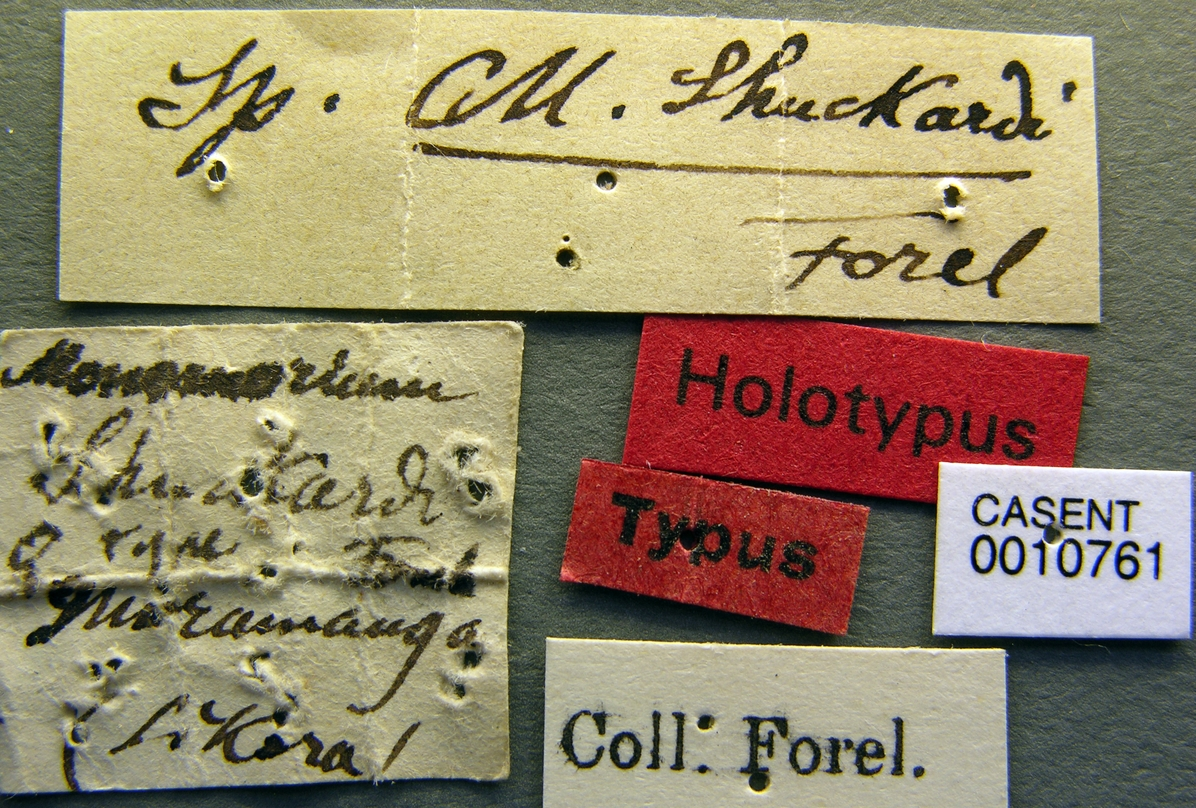
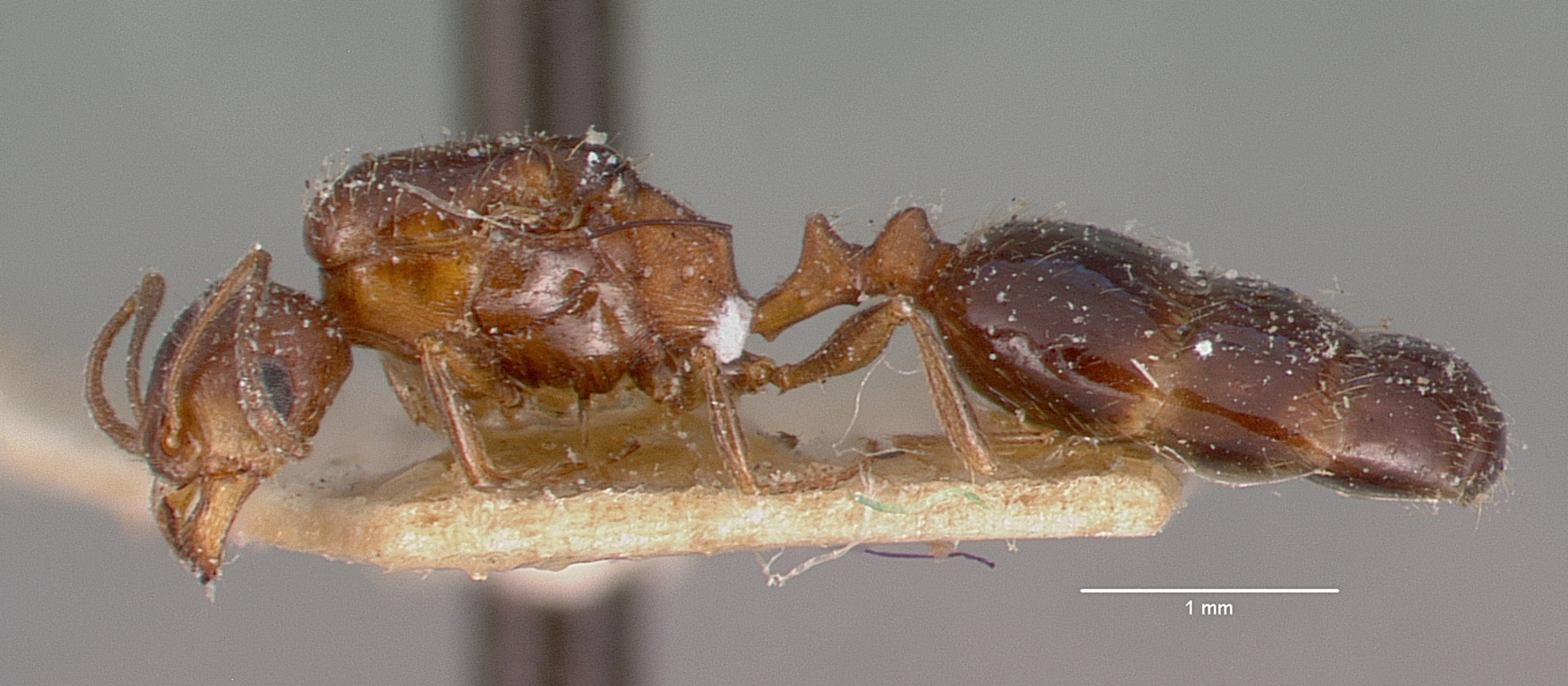
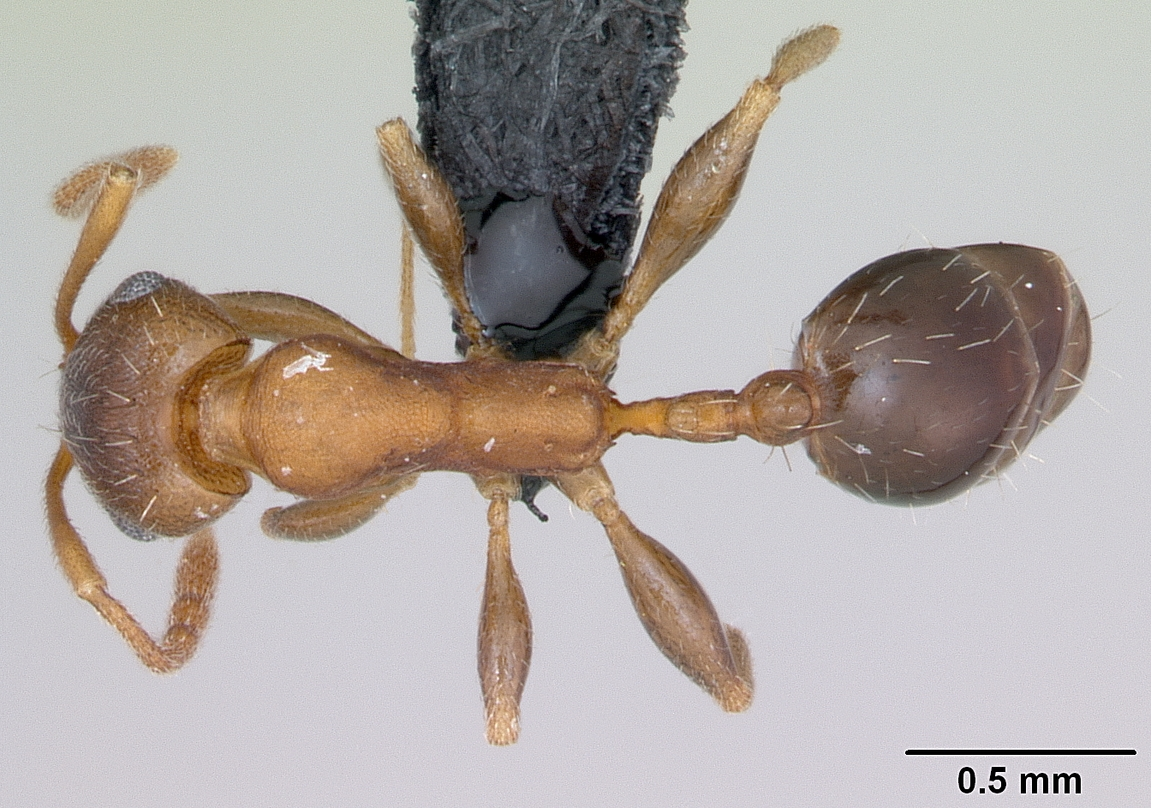
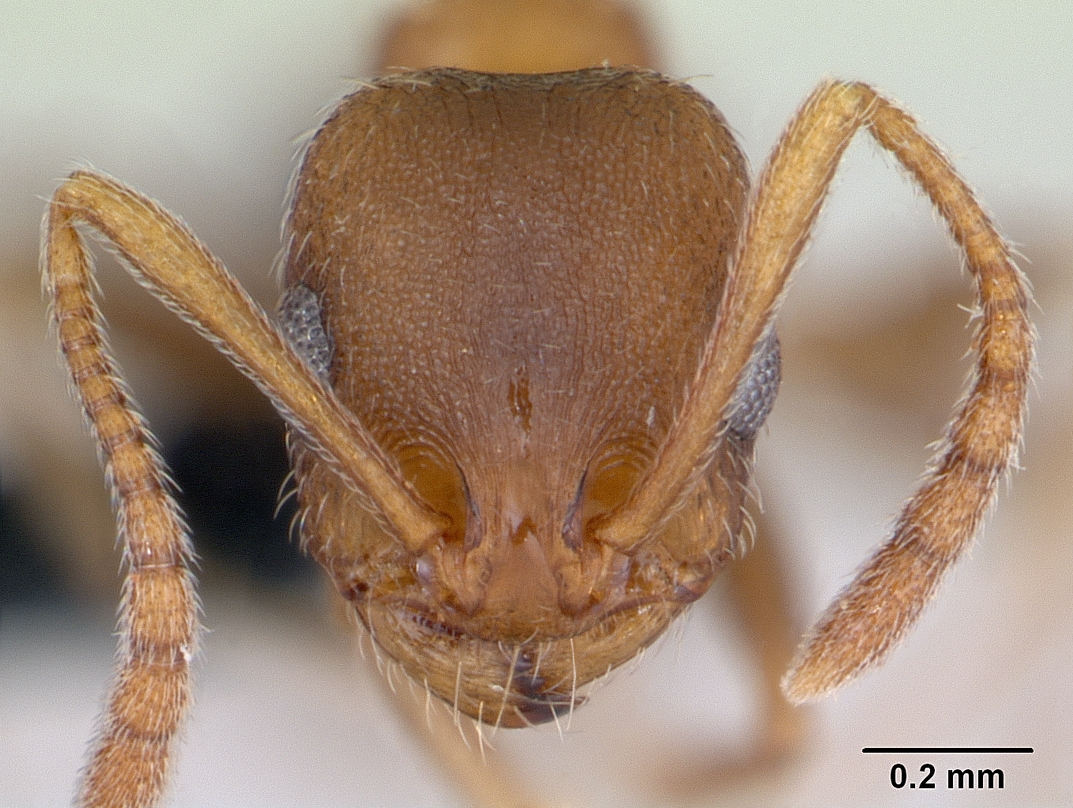